# Luis Eduardo Aute
Luis Eduardo Aute Gutiérrez (Manila, 13 de setembro de 1943 – Madrid, 4 de abril de 2020) foi um cantor, compositor, pintor, poeta e diretor de cinema espanhol.
Morreu no dia 4 de abril de 2020, aos 76 anos.

## Discografia
- 1968 - Diálogos de Rodrigo y Gimena
- 1968 - 24 canciones breves
- 1973 - Rito
- 1974 - Espuma
- 1975 - Babel
- 1976 - Sarcófago
- 1977 - Forgesound
- 1978 - Albanta
- 1979 - De par en par
- 1980 - Alma
- 1981 - Fuga
- 1983 - Entre amigos
- 1984 - Cuerpo a cuerpo
- 1985 - Nudo
- 1986 - 20 canciones de amor y un poema desesperado
- 1987 - Templo
- 1989 - Segundos fuera
- 1991 - Ufff!
- 1992 - Slowly
- 1993 - Mano a mano
- 1994 - AnimalUno (Disco e livro)
- 1995 - Alevosía
- 1998 - Aire/Invisible
- 2003 - Alas y balas
- 2003 - Auterretratos vol. 1
- 2005 - Auterretratos vol. 2
- 2006 - Días de amores